# Rancho del Cielo

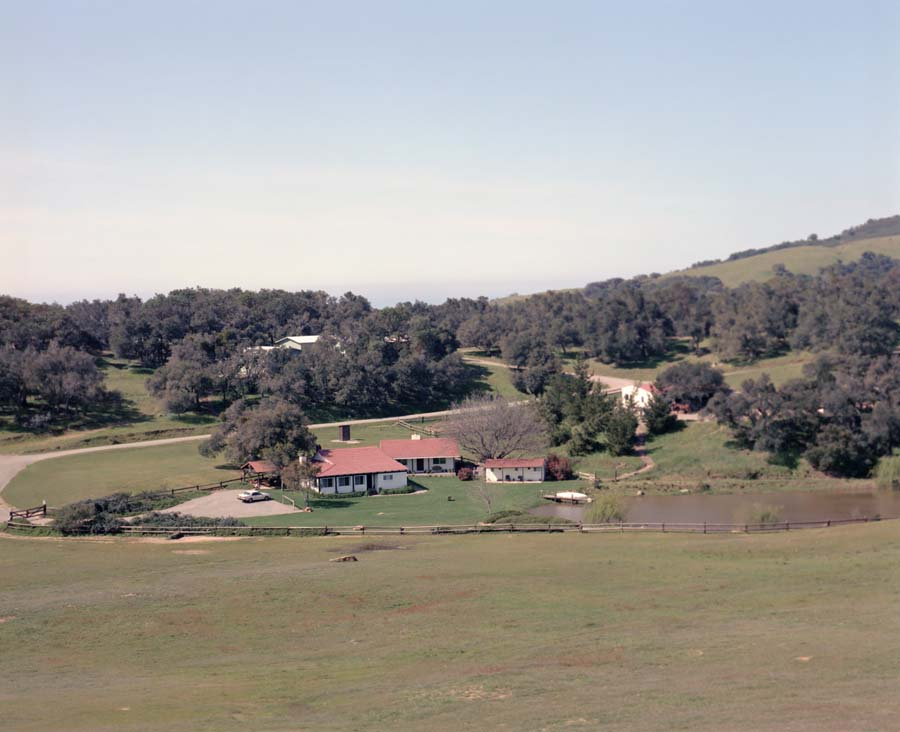
Rancho del Cielo in den Santa Ynez Mountains

Rancho del Cielo (auch als Sky's Ranch, Reagan Ranch oder Heaven's Ranch bekannt) ist ein sogenanntes Western White House im US-Bundesstaat Kalifornien. Die ehemalige Ranch und Feriendomizil war in Besitz und Eigentum von Ronald Reagan, dem 40. Präsident der Vereinigten Staaten, und seiner Familie.
Wegen Reagans zunehmender Alzheimererkrankung wurde das Anwesen 1998 an die Studentenorganisation Young America's Foundation verkauft.
Das 278 Hektar große Anwesen befindet sich abgelegen in den Santa Ynez Mountains auf rund 930 Meter Höhe.